# رودولف کامپف
رودولف کامپف (انگلیسی: Rudolf Kämpf) شرکت مصالح ساختمانی در جمهوری چک است، که در سال ۱۹۰۷ تأسیس شد.